# 가타무키산
가타무키산(일본어: 傾山)는 일본 오이타현과 미야자키현의 경계에 있는 산이다. 정상은 오이타 현 분고오노시에 있으며, 높이는 1,605m이다. 소보카타무키 산계에 속하며 소보카타무키 국정공원으로 지정되어있다.
정상은 3개의 암봉으로 이루어져 있다.
오이타 현 분고오노 시, 사이키시, 미야자키현 니시우스키군 히노카게정에 등산로가 있다.

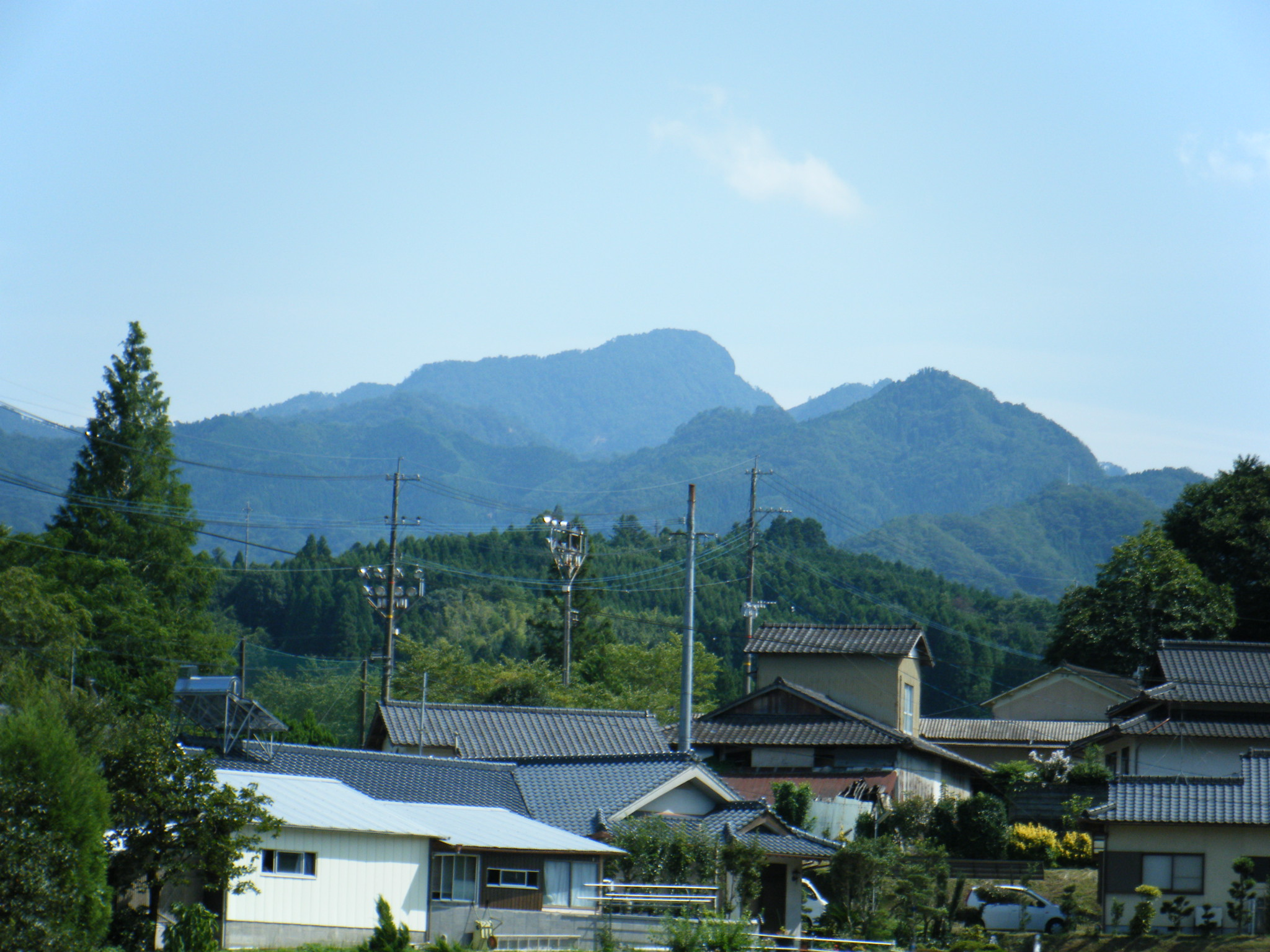

## 같이 보기
- 소보 산